# Ogulinec
Ogulinec falu Horvátországban Zágráb megyében. Közigazgatásilag Velika Goricához tartozik.

## Fekvése
Zágráb központjától 24 km-re, községközpontjától 11 km-re délkeletre, a Túrmező szélén, a Velika Goricát Petrinjával összekötő főút mellett fekszik.

## Története
Kravarsko plébániájának faluja volt. 1826-tól a pešćenicai plébániához tartozik.
1857-ben 66, 1910-ben 109 lakosa volt. Trianon előtt Zágráb vármegye Nagygoricai járásához tartozott. 2001-ben 248 lakosa volt.

## Lakosság
| Lakosság változása | Lakosság változása | Lakosság változása | Lakosság változása | Lakosság változása | Lakosság változása | Lakosság változása | Lakosság változása | Lakosság változása | Lakosság változása | Lakosság változása | Lakosság változása | Lakosság változása | Lakosság változása | Lakosság változása |
| ------------------ | ------------------ | ------------------ | ------------------ | ------------------ | ------------------ | ------------------ | ------------------ | ------------------ | ------------------ | ------------------ | ------------------ | ------------------ | ------------------ | ------------------ |
| 1857               | 1869               | 1880               | 1890               | 1900               | 1910               | 1921               | 1931               | 1948               | 1953               | 1961               | 1971               | 1981               | 1991               | 2001               |
| 66                 | 72                 | 92                 | 112                | 127                | 109                | 127                | 127                | 162                | 173                | 179                | 181                | 200                | 215                | 248                |

## Nevezetességei
Jézus és Mária Szentséges Szíve tiszteletére szentelt kápolnája 2000-ben épült Marijan Rožmarić tervei szerint. 2000. július 23-án szentelte fel dr. Vlado Košić zágrábi segédpüspök. A Kápolna négyszög alaprajzú, hosszúsága 16 méter, szélessége 12 és fél méter. Szentélyéhez kis sekrestye csatlakozik. A torony a homlokzat felett emelkedik, két harang van benne. Az oltár mögött Szűz Mária a Kis Jézussal oltárkép, a bejárati ajtó felett Krisztus Színeváltozása festménye található, Ivan Vlašić munkája.

## Külső hivatkozások
- Velika Gorica hivatalos oldala
- Velika Gorica turisztikai egyesületének honlapja
- A Túrmező honlapja